# Lauren Graham
Lauren Helen Graham (Honolulu, Hawái, 16 de marzo de 1967) es una actriz y escritora estadounidense, conocida por su papel de Lorelai Gilmore en la aclamada serie Las chicas Gilmore (2000–2007) y Sarah Braverman en la serie de televisión Parenthood (2010–2015). En el cine destaca sus papeles en películas  como Bad Santa (2003), Evan Almighty (2007), Because I Said So (2007), entre otras. También, Graham protagonizó la producción 2009 del musical Guys and Dolls en Broadway.
Además ha publicado varios ensayos y novelas como: Someday, Someday, Maybe (2013); Talking As Fast As I Can y In Conclusion (2016), Don't Worry About It (2018) y Have I Told You This Already? (2022).

## Biografía
Lauren nació en Honolulu, Hawái. Cuando tenía 5 años, sus padres se divorciaron. Su madre, Donna Grant, se mudó a Londres para formar parte una banda de rock, mientras que Lauren y su padre, Lawrence, se mudaron a Washington D. C. donde él se convirtió en empleado del Congreso mientras cuidaba de su hija como padre soltero. Graham tiene ascendencia irlandesa. Además, tiene un hermanastro y una hermanastra, Shade Grant, que trabaja en una agencia de talentos.
Cuando era niña, Graham montaba a caballo de manera competitiva,  perfeccionando su talento en Langley High School, donde participó en el equipo de instrucción y se graduó en 1984. Obtuvo su Equity Card de actriz en 1988 después de dos años en la escuela de verano en el Barn Theatre en Augusta, Michigan. Desde niña, en la escuela, comenzó en comunidades teatrales y en otras producciones que ella encontraba. Viajó continuamente con su padre mientras crecía. Se licenció en Literatura en el Colegio Barnard de la ciudad de Nueva York. Más adelante, Lauren se mudó a Texas donde comenzó a estudiar interpretación en la Universidad Southern Methodist. Entonces volvió a Nueva York y trabajó como camarera de cócteles y aspirante a actriz.

## Carrera

### Cine y televisión

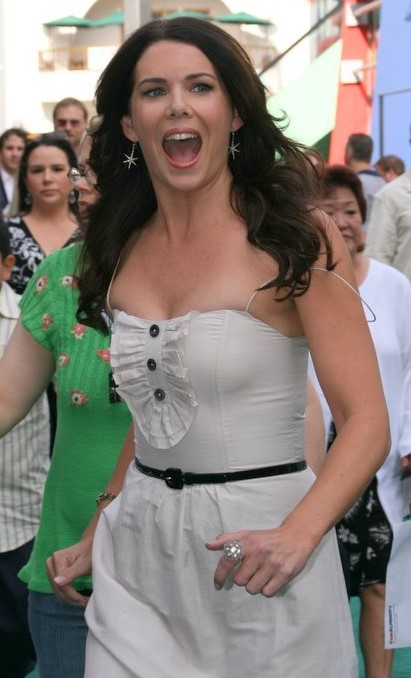
Graham en el estreno de 2007 de Evan Almighty.

En 1995, se mudó a Hollywood, y rápidamente consiguió un papel como Shelly (la novia de Richard, Malcolm Gets), en la primera temporada de Caroline in the City, papeles que se repiten cuando Graham interpretó a una experta en eficacia que debía hacer recortes en el personal de NewsRadio, y una ejecutiva de un estudio de Los Ángeles que persigue a Benjamin Bratt cuando su matrimonio estaba mal en Law & Order. También tuvo apariciones regulares en las comedias "Conrad Bloom" y "Townies". También aparece en los créditos en Seinfeld y Third Rock From the Sun. 
En el cine, Graham protagonizó una película independiente llamada Dill Scallion. La película es un documental sobre el mundo de la música country. También se la puede ver en Sweet November, donde tuvo una pequeña participación como la novia de Keanu Reeves. Su primera película fue la de Miramax, un thriller llamado Nightwatch, junto a Patricia Arquette y Ewan McGregor. También fue la mejor amiga de Renee Zellweger en la película de Meryl Streep One True Thing. 
Después de muchos papeles como invitada finalmente llega su oportunidad para protagonizar una de las series más vistas de la televisión, su papel de Lorelai Gilmore para la comedia-drama de Warner Bros Gilmore Girls. Este papel le ha traído nominaciones para los Premios del Sindicato de Actores a la mejor Actriz en una serie dramática, y por los espectadores para los premios "Quality Television Award" por mejor actriz por la representación de su personaje Lorelai Gilmore.
En enero de 2009 se anunció que Graham protagonizaría el piloto de comedia The Bridget Show para ABC interpretando a una presentadora de un programa de entrevistas y gurú de la autoayuda que no sigue sus propios consejos durante una ruptura. El piloto no recibió un pedido de serie. En septiembre de 2009, Graham prestó su voz al personaje Fran Lockwood, la difunta madre de Flint, en la película de Sony Pictures Animation,  Cloudy with a Chance of Meatballs. Además, se anunció que Graham reemplazaría a Maura Tierney en la serie de televisión Parenthood como Sarah Braverman. La serie debutó en NBC al año siguiente y tuvo un total de seis temporadas.
En junio de 2010, se confirmó que Graham protagonizaría Scream 4, pero abandonó el proyecto el 30 de junio de 2010. En 2015, Graham apareció en la película dramática de aventuras Max, interpretando a la madre de un marino estadounidense asesinado en Afganistán que posteriormente adopta a su perro Malinois. Además, en televisión, Graham comenzó a aparecer recurrentemente en The Odd Couple, interpretando a Gaby.
En 2016, protagonizó la comedia dramática Joshy. Ese año también repitió su papel de Lorelai Gilmore en la serie derivada de Gimore Girls de Netflix, Gilmore Girls: A Year in the Life. En octubre de 2017, Graham apareció en tres episodios de la aclamada comedia de HBO, Curb Your Enthusiasm. También da voz al personaje Oxana Hauntley en la serie animada de Disney Junior, Vampirina.
De 2020 a 2021, Graham fue una actriz destacada en el programa de NBC Zoey's Extraordinary Playlist. Ella interpretó a la jefa de Zoey (Jane Levy), Joan. De 2021 a 2022, Graham interpretó a Alex Morrow en The Mighty Ducks: Game Changers, una serie de televisión de Disney+ basada en la película de 1992.
En 2024, Graham y Aisling Franciosi fueron elegidas junto a Dylan O'Brien y James Sweeney en la película de comedia negra Twinless de Sweeney producida por Three Point Capital, empresa liderada por David Permut. La película tuvo su estreno en el Festival de Cine de Sundance, en enero de 2025. También, Graham protagonizó la serie de televisión web, The Z-Suite estrenada en Tubi junto a Nico Santos.

### Teatro
En 2009, Lauren debutó en  la nueva producción del musical Guys and Dolls en el teatro Nederlander. Lauren interpretó a Miss Adelaide, la prometida eterna de Nathan a quien ella ama con locura y con quien desea casarse. Adelaide es la cantante principal en el club nocturno Hot Box. Según Lauren, actuar en Broadway fue un sueño hecho realidad, ya que ama la comedia musical. En varias entrevistas y en sus libros ha expresado su amor por el teatro y por los musicales.

### Escritura

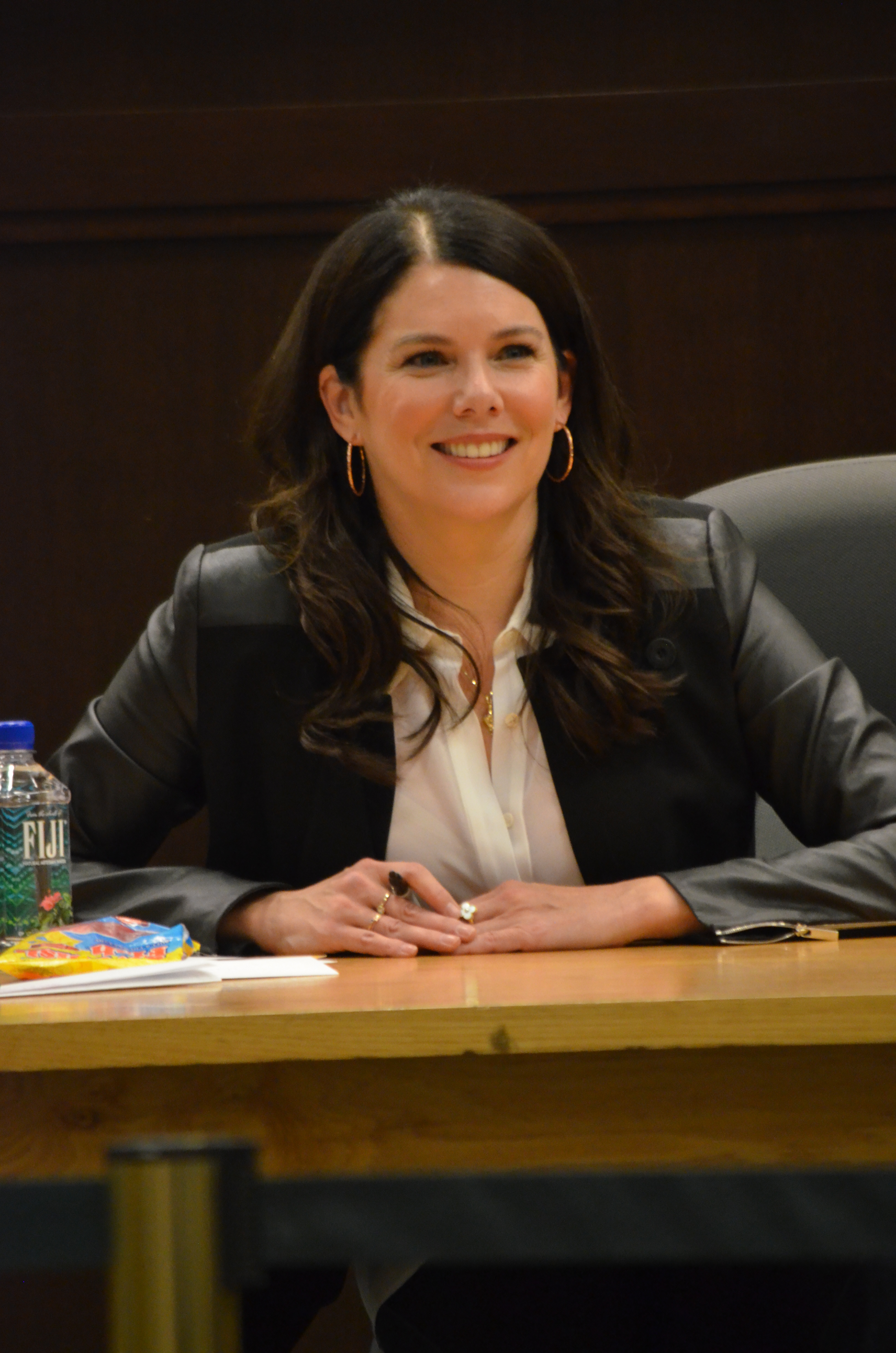
Graham firmando su libro en 2013

Lauren escribió la novela Someday, Someday, Maybe (2013) durante las grabaciones de la serie Parenthood, al notar que tenía tiempo libre entre escenas, ya que siempre disfrutó de la lectura y escritura. La novela relata la vida de Franny, una joven estadounidense que sueña con convertirse en actriz y vivir de la actuación en la gran ciudad. Al mudarse a Nueva York, Franny establece una fecha límite para cumplir con su sueño o, si así no fuera, volver a su ciudad natal para trabajar como maestra. La fecha se encuentra cada vez más cerca, Franny continúa trabajando como camarera en un club de comedia junto con un agente que no contesta a sus llamadas y con poco dinero en la cuenta bancaria. El libro recibió muy buenas críticas, especialmente la del Washington Post. Someday, Someday, Maybe convirtió a Lauren en una de las autoras más vendidas. En mayo de 2013, su novela entró en la famosa lista de los más vendidos del New York Times. Además firmó un acuerdo con Warner Bros. Television y la productora de Ellen DeGeneres, A Very Good Production para su adaptación; y escribió el guion del episodio piloto, sin embargo, no se llegó a rodar.
Su segundo libro, Talking As Fast As I Can es un libro de ensayos (cómicos), donde Lauren cuenta experiencias de su vida personal y profesional. Lo escribió durante el rodaje de Gilmore Girls: A Year In The Life. El nombre completo del libro es Talking As Fast As I Can: From Gilmore Girls and Everything In Between. Talking As Fast As I Can se encuentra en la lista de los más vendidos del New York Times. En noviembre de 2022, Graham publicó su segundo ensayo de relatos cortos titulado, Have I Told You This Already?: Stories I Don't Want to Forget to Remember.
En 2018, publicó In Conclusion, Don't Worry About It. Este libro es más corto que los demás, pero no deja de ser especial. Se trata de una versión  extendida del discurso de fin de año que dio en su antigua secundaria para los graduados del año 2017.

### Comerciales
Graham ha aparecido en numerosas portadas de diferentes revistas y magazines, incluyendo: Health, More, Self, Seventeen, Entertainment Weekly, Redbook, Good Housekeeping, Ladies' Home Journal, o Parade.

## Vida personal
Graham reveló a la revista More que es católica y que acude a la iglesia ocasionalmete. Reside en la ciudad de Los Ángeles, California.
Desde 2010 hasta 2021, estuvo con el actor Peter Krause. Ambos se conocían desde los 90, cuando participaron en la comedia Caroline In The City. En aquella época se hicieron amigos/conocidos, pero no fue hasta que se reencontraron en la serie Parenthood, donde interpretan a los hermanos Sarah y Adam que comenzaron a salir formalmente. Desde un principio ambos decidieron mantener sus vidas en un perfil muy bajo. En 2022, anunciaron el fin de su relación. Además, mantuvo un romance a mediados de los años 90 con la actriz Connie Britton. También, mantuvo una estrecha relación y amistad con el actor Matthew Perry.

## Filmografía

### Cine
| Año  | Título original                                                       | Personaje                   | Notas               |
| ---- | --------------------------------------------------------------------- | --------------------------- | ------------------- |
| 1997 | Nightwatch                                                            | Marie                       | -                   |
| 1998 | One True Thing                                                        | Jules                       | -                   |
| 1998 | Confessions of a Sexist Pig                                           | Tracy                       | -                   |
| 1999 | Dill Scallion                                                         | Kristie Sue                 | -                   |
| 2001 | Sweet November                                                        | Angelica                    | -                   |
| 2002 | The Third Wheel                                                       | Mujer en la fiesta          | Cameo               |
| 2003 | Bad Santa                                                             | Sue                         | -                   |
| 2004 | Seeing Other People                                                   | Claire                      | -                   |
| 2005 | Lucky 13                                                              | Abbey                       | -                   |
| 2005 | The Pacifier                                                          | Claire Fletcher             | -                   |
| 2005 | The Amateurs                                                          | Peggy                       | -                   |
| 2006 | Black Diamonds: Mountaintop Removal & the Fight for Coalfield Justice | Narradora                   | Película Documental |
| 2007 | ¡Porque lo digo yo!                                                   | Maggie                      | Principal           |
| 2007 | Evan Almighty                                                         | Joan Baxter                 | -                   |
| 2008 | Birds of America                                                      | Betty                       | -                   |
| 2008 | Flash of Genius                                                       | Phyllis Kearns              | -                   |
| 2009 | Cloudy with a Chance of Meatballs                                     | Fran Lockwood               | (Voz)               |
| 2009 | The Answer Man                                                        | Elizabeth                   | -                   |
| 2010 | It's Kind of a Funny Story                                            | Lynn                        | -                   |
| 2014 | A Merry Friggin' Christmas                                            | Luann Mitchler              | -                   |
| 2015 | Max                                                                   | Pamela                      | -                   |
| 2016 | Middle School: The Worst Years of My Life                             | Julie "Jules" Khatchadorian | -                   |
| 2016 | Joshy                                                                 | Katee                       | -                   |
| 2024 | The Best Christmas Pageant Ever                                       | Beth Bradley (Adulta)       | (Narradora)         |
| 2025 | Twinless                                                              | Lisa                        | Posproducción       |

### Televisión
| Año       | Título original                         | Personaje                 | Notas                                              |
| --------- | --------------------------------------- | ------------------------- | -------------------------------------------------- |
| 1995–1996 | Caroline in the City                    | Shelly                    | 5 episodios                                        |
| 1996      | 3rd Rock from the Sun                   | Laurie Harris             | Episodio: "Dick's First Birthday"                  |
| 1996      | Townies                                 | Denise Garibaldi Callahan | Principal                                          |
| 1996      | Good Company                            | Liz Gibson                | Principal                                          |
| 1997      | Law & Order                             | Lisa Lundquist            | 3 episodios                                        |
| 1997      | Seinfeld                                | Valerie                   | Episodio: "The Millennium"                         |
| 1997      | NewsRadio                               | Andrea                    | 4 episodios                                        |
| 1998      | Conrad Bloom                            | Molly Davenport           | Principal: 15 episodios                            |
| 2000      | M.Y.O.B.                                | Opal Marie Brown          | 4 episodios                                        |
| 2000–2007 | Gilmore Girls                           | Lorelai Gilmore           | Principal                                          |
| 2001      | Chasing Destiny                         | Jessy James               | Telefilme                                          |
| 2002      | Padre de Familia                        | Mother Maggie             | Episodio: "Road to Europe" (Voz)                   |
| 2006      | Studio 60 on the Sunset Strip           | Ella Misma                | Episodios: "The Long Lead Story", "The Wrap Party" |
| 2010–2015 | Parenthood                              | Sarah Braverman           | Principal                                          |
| 2012      | Proyect Runway                          | Invitada en el jurado     | Episodio: "A Times Square Anniversary Party"       |
| 2012      | Go On                                   | Amy                       | Episodio: "Dinner Takes All"                       |
| 2015      | The Late Late Show (American talk show) | Presentadora              | Episodio emitido el 19 de febrero                  |
| 2015      | The Odd Couple                          | Gaby Madison              | Episodio: "The Audit Couple"                       |
| 2016      | Las 4 estaciones de las Chicas Gilmore  | Lorelai Gilmore           | Principal                                          |
| 2017      | Curb Your Enthusiasm                    | Bridget                   | 3 episodios                                        |
| 2017–2018 | Vampirina                               | Oxana Hauntley            | Principal (Voz)                                    |
| 2020–2021 | Zoey's Extraordinary Playlist           | Joan                      | 13 episodios                                       |
| 2021–2022 | The Mighty Ducks                        | Alex                      | También directora, episodio: "Draft Day"           |
| 2025      | The Z-Suite                             | Mónica Frazier            | También productora ejecutiva                       |

## Premios y nominaciones
Premios Globos de Oro
| Año  | Categoría                     | Trabajo       | Resultado |
| ---- | ----------------------------- | ------------- | --------- |
| 2002 | Mejor actriz de serie – Drama | Gilmore Girls | Nominada  |

Premios del Sindicato de Actores
| Año  | Categoría                          | Trabajo       | Resultado |
| ---- | ---------------------------------- | ------------- | --------- |
| 2001 | Mejor actriz de televisión - Drama | Gilmore Girls | Nominada  |